# Guglielmo di Sabran e Forcalquier
Guglielmo di Sabran e di Forcalquier (... – 1250) fu conte di Forcalquier dal 1219 al 1222, in contrapposizione ai cugini Garsenda di Sabran e a Raimondo Berengario IV di Provenza.

## Origine
Era il figlio secondogenito del nobile provenzale Guiraud II Amic († 1213) e della contessa di Forcalquier, Alice d'Urgell, figlia terzogenita del conte di Forcalquier, Bertrando I d'Urgell e di Josserande de Flotte, figlia di Arnoldo di Flotte e della moglie, Adelaide di Comps.
Guiraud II Amic era l'unico figlio del nobile provenzale della famiglia De Sabran, Guiraud I Amic (barone alla corte del conte di Tolosa, Raimondo IV) e della moglie, Galburge di Caylar, discendente da Raniero di Caylar, che era suo nonno.

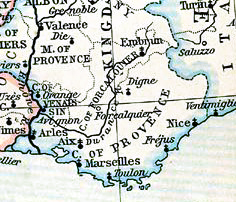
Divisione della Provenza tra contea e marchesato di Provenza e contea di Forcalquier, nel 1184

## Biografia
Dopo la morte dei suoi zii, Bertrando II morto il 13 maggio del 1207 e Guglielmo IV, morto circa due anni dopo (secondo l'Obituaire du chapitre de Saint-Mary de Forcalquier, Guglielmo IV morì il 7 ottobre del 1209), sua madre, Alice d'Urgell, l'unica sopravvissuta dei tre figli di Bertrando I d'Urgell, pretese la contea di Forcalquier, in contrapposizione alla pronipote Garsenda di Sabran, che secondo la nota dello stesso Obituaire du chapitre de Saint-Mary de Forcalquier, suo nonno, il conte Guglielmo IV, con un testamento redatto, nel febbraio di quello stesso 1209, come risulta dagli archivi del Bouches-du-Rhône, aveva designato come sua erede.
Alice associò al governo della contea il figlio secondogenito, Guglielmo di Sabran, che, per alcuni anni, si batté per poter conservare il titolo: prima contro Garsenda di Sabran, che pur avendo ceduto il titolo al suo figlio minorenne Raimondo Berengario IVl (sempre secondo la nota dello stesso Obituaire du chapitre de Saint-Mary de Forcalquier, nel novembre del 1209, come risulta dagli archivi del Bouches-du-Rhône, Garsenda aveva depositato l'atto di rinuncia alla Contea di Forcalquier a favore del figlio, Raimondo Berengario IVl, già conte di Provenza). continuava a governare Forcalquier, per conto del figlio che si trovava nel regno d'Aragona e poi, dopo il 1216, contro lo stesso, Raimondo Berengario IV, rientrato in Provenza.
Secondo la Gallia Christiana Novissima, Metropole d'Aix, Aix, Arles, Embrun, parte 1, nei primi anni del secolo XIII, Guglielmo, citato col titolo di conte di Forcalquier, venne scomunicato per aver sottratto ai monaci di Montmaior, l'abitato di Pertuis; notizia confermata anche dalla Gallia Christiana Novissima, tomus I. Guglielmo, anche per l'intervento di papa Innocenzo III cedette e, nel 1212, restituì la proprietà all'abbazia.
Nel 1212 circa, secondo il documento n° 58 de lTitres de la Maison ducale de Bourbon, Tome I il conte Guglielmo e la moglie, Margherita notificarono al loro zio, il duca di Borgogna, Oddone III, la rinuncia ad ogni diritto a successione alla madre di lei, Matilde I, dama di Borbone, in favore del secondo marito di Matilde, Guido II di Dampierre, in cambio della somma di 1200 marchi d'argento.
Dopo la morte di sua madre, Alice, avvenuta tra il 1212 ed il 1219, Guglielmo di Sabran, ereditò il suo titolo di Conte di Forcalquier e continuò la lotta contro Garsenda e Raimondo Berengario, che ebbe la meglio, unificando le contee di Provenza e Forcalquier e le rivendicazioni di Guglielmo cessarono.
Guglielmo riuscì ad impadronirsi di Pertuis, nel 1240, cacciando i monaci; poi , qualche anno dopo, accettò un arbitrato che gli lasciava il paese, a condizione di rendere omaggio all'abate di Montmaior.
Guglielmo morì verso il 1250, lasciando ai figli il dominio di Pertuis.

## Matrimoni e discendenti
Guglielmo aveva sposato, in prime nozze, Bertranda di Porcelet, di cui non si conoscono gli ascendenti, che non gli diede figli e che ripudiò.
Verso il 1211, Guglielmo sposò Margherita di Salins, figlia di Gaucher di Vienne, Signore di Salins e della moglie Matilde, figlia figlia di Arcimbaldo di Borbone e Alix di Borgogna (nel documento n°356 del Cartulaire de Hugues de Chalon -1220-1319 il figlio Guglielmo conferma il matrimonio dei genitori. Margherita, nel 1219, divenne signora di Salins e, nel 1220, rese omaggio a un suo cugino, il conte Stefano di Clay.
Guglielmo da Margherita ebbe tre figli:
- Guglielmino come viene confermato dal documento n° 357 del Cartulaire de Hugues de Chalon -1220-1319[16]
- Guglielmo come viene confermato dal documento n° 357 del Cartulaire de Hugues de Chalon -1220-1319[16]
- Gaucer come viene confermato dal documento n° 357 del Cartulaire de Hugues de Chalon -1220-1319[16].

### Fonti primarie
- (LA)  Cartulaire de Hugues de Chalon (1220-1319) .
- (LA)  Obituaire du chapitre de Saint-Mary de Forcalquier.
- (LA) Gallia Christiana Novissima, tomus I, Instrumentum, su books.google.it.

### Letteratura storiografica
- Louis Halphen, Il regno di Borgogna, in «Storia del mondo medievale», vol. II, 1999, pp. 807–821
- Paul Fournier, Il regno di Borgogna o d'Arles dall'XI al XV secolo, in «Storia del mondo medievale», vol. VII, 1999, pp. 383–410
- (FR) Gallia Christiana Novissima, Metropole d'Aix, Aix, Arles, Embrun, parte 1, su books.google.fr.
- (FR)  Gallia Christiana Novissima, Tome I, Province d'Aix.
- (FR)  Titres de la Maison ducale de Bourbon, Tome I.